# Aitor Embela
Aitor Embela Gil (Figueres, 1996. április 17. –) spanyol születésű egyenlítői-guineai labdarúgó, a spanyol Málaga CF utánpótlásának kapusa.